# Zonosaurus trilineatus
Zonosaurus trilineatus е вид влечуго от семейство Gerrhosauridae. Видът не е застрашен от изчезване.

## Разпространение и местообитание
Разпространен е в Мадагаскар.
Обитава градски и гористи местности, места със суха почва, планини, възвишения и плата.

## Описание
Популацията на вида е стабилна.